# Elecciones generales de Bélgica de 1985
El 13 de octubre de 1985 se celebraron elecciones generales en Bélgica. El Partido Popular Cristiano surgió como el partido más numeroso, con 49 de los 212 escaños en la Cámara de Representantes y 25 de los 106 escaños en el Senado. También se llevaron a cabo elecciones para los nueve consejos provinciales.
El gobierno de turno era una coalición de demócratas cristianos (CVP / PSC) y liberales (PVV / PRL) encabezada por el primer ministro Wilfried Martens. Tras las elecciones, los mismos partidos formaron un nuevo Gobierno de Martens. Guy Verhofstadt, líder del PVV desde 1982, fue elegido por primera vez como representante. A pesar de ser el PVV el único partido gobernante que perdió escaños, pudo pesar sobre el acuerdo del gobierno y se convirtió en vice primer ministro en el gobierno de Martens VI. El gobierno caería dos años después por el tema de Voeren; La desconfianza hacia los sindicatos en Verhofstadt también resultó ser un factor.

## Results

### Cámara de Representantes
| Party                                       | Votes     | %     | Seats | +/–   |
| ------------------------------------------- | --------- | ----- | ----- | ----- |
| Christen-Democratisch en Vlaams (CVP)       | 1,291,244 | 21.29 | 49    | +6    |
| Socialistische Partij (SP)                  | 882,200   | 14.55 | 32    | +6    |
| Parti Socialiste (PS)                       | 834,488   | 13.76 | 35    | 0     |
| Partido por la Libertad y el Progreso (PVV) | 651,806   | 10.75 | 22    | –6    |
| Partido Liberal Reformista (PRL)            | 619,390   | 10.21 | 24    | 0     |
| Partido Social Cristiano (PSC)              | 482,254   | 7.95  | 20    | +2    |
| Unión del Pueblo (VU)                       | 477,755   | 7.88  | 16    | –4    |
| Agalev                                      | 226,758   | 3.74  | 4     | +2    |
| Ecolo                                       | 152,483   | 2.51  | 5     | +3    |
| Vlaams Blok                                 | 85,391    | 1.41  | 1     | 0     |
| Fédéralistes Démocrates Francophones (FDF)  | 72,361    | 1.19  | 3     | –     |
| Partido Comunista de Bélgica                | 71,695    | 1.18  | 0     | –2    |
| UDRT/RAD                                    | 69,707    | 1.15  | 1     | –2    |
| Partido de los Trabajadores de Bélgica      | 46,034    | 0.76  | 0     | 0     |
| SEP                                         | 31,983    | 1.53  | 0     | Nuevo |
| SAP/POS                                     | 13,681    | 0.23  | 0     | Nuevo |
| Groen                                       | 9,719     | 0.16  | 0     | Nuevo |
| PW                                          | 9,284     | 0.15  | 0     | Nuevo |
| Fuerzas                                     | 8,221     | 0.14  | 0     | Nuevo |
| UND                                         | 6,609     | 0.11  | 0     | Nuevo |
| Partido de los Belgas Germanohablantes      | 5,228     | 0.09  | 0     | 0     |
| NF–FN                                       | 3,738     | 0.06  | 0     | Nuevo |
| PLC                                         | 3,442     | 0.06  | 0     | Nuevo |
| NCP/PCN                                     | 1,763     | 0.03  | 0     | Nuevo |
| Zomaar                                      | 1,630     | 0.03  | 0     | Nuevo |
| PFU                                         | 1,201     | 0.02  | 0     | 0     |
| UPW                                         | 828       | 0.01  | 0     | Nuevo |
| VVP                                         | 678       | 0.01  | 0     | Nuevo |
| Charlier                                    | 655       | 0.01  | 0     | Nuevo |
| GIOT                                        | 640       | 0.01  | 0     | Nuevo |
| HP–PH                                       | 518       | 0.01  | 0     | Nuevo |
| AAT                                         | 464       | 0.01  | 0     | Nuevo |
| SDU-USD                                     | 412       | 0.01  | 0     | Nuevo |
| Nulos/blancos                               | 487,974   | –     | –     | –     |
| Total                                       | 6,552,234 | 100   | 212   | 0     |
| Registrados/participación                   | 7,001,297 | 93.59 | –     | –     |
| Source: Belgian Election Results            |           |       |       |       |

### Senado
| Partido                                | Votos     | %     | Escaños | +/–   |
| -------------------------------------- | --------- | ----- | ------- | ----- |
| Christen-Democratisch en Vlaams        | 1,260,113 | 21.02 | 25      | +3    |
| Socialistische Partij                  | 868,624   | 14.49 | 16      | +3    |
| Parti Socialiste                       | 832,792   | 13.89 | 18      | 0     |
| Partido por la Libertad y el Progreso  | 637,776   | 10.64 | 11      | –3    |
| Partido Liberal Reformista             | 588,373   | 9.82  | 13      | +2    |
| Unión del Pueblo                       | 484,996   | 8.09  | 8       | –2    |
| Partido Social Cristiano               | 475,119   | 7.93  | 10      | +2    |
| Agalev                                 | 229,206   | 3.82  | 2       | +1    |
| Ecolo                                  | 163,361   | 2.73  | 2       | –1    |
| Vlaams Blok                            | 90,120    | 1.50  | 0       | 0     |
| UDRT/RAD                               | 73,045    | 1.22  | 0       | –1    |
| Partido Comunista de Bélgica           | 71,020    | 1.18  | 0       | –1    |
| Fédéralistes Démocrates Francophones   | 70,239    | 1.17  | 1       | –     |
| Partido de los Trabajadores de Bélgica | 44,799    | 0.75  | 0       | 0     |
| SEP                                    | 33,554    | 0.56  | 0       | Nuevo |
| SAP/POS                                | 16,786    | 0.28  | 0       | Nuevo |
| Groen                                  | 10,988    | 0.18  | 0       | Nuevo |
| PW                                     | 10,539    | 0.18  | 0       | Nuevo |
| Fuerzas                                | 9,318     | 0.16  | 0       | Nuevo |
| UND                                    | 7,200     | 0.12  | 0       | Nuevo |
| Partido de los Belgas Germanohablantes | 5,364     | 0.09  | 0       | Nuevo |
| NF–FN                                  | 4,201     | 0.07  | 0       | Nuevo |
| PLC                                    | 3,267     | 0.05  | 0       | Nuevo |
| PFU                                    | 1,430     | 0.02  | 0       | 0     |
| NCP/PCN                                | 1,312     | 0.02  | 0       | Nuevo |
| VVP                                    | 446       | 0.01  | 0       | Nuevo |
| Paix                                   | 443       | 0.01  | 0       | 0     |
| Nulos/blancos                          | 558,259   | –     | –       | –     |
| Total                                  | 6,552,690 | 100   | 106     | 0     |
| Registrados/participación              | 7,001,297 | 93.59 | –       | –     |
| Source: Election Results               |           |       |         |       |